# 埃斯特雷勒
埃斯特雷勒（法語：Estréelles）是法国北部-加来海峡大区加来海峡省的一个市镇，属于蒙特勒伊区埃塔普勒县。该市镇2009年时的人口为352人。

## 人口
埃斯特雷勒人口变化图示
| 数据来源：INSEE |